# Sawwa Iwanowitsch Mamontow

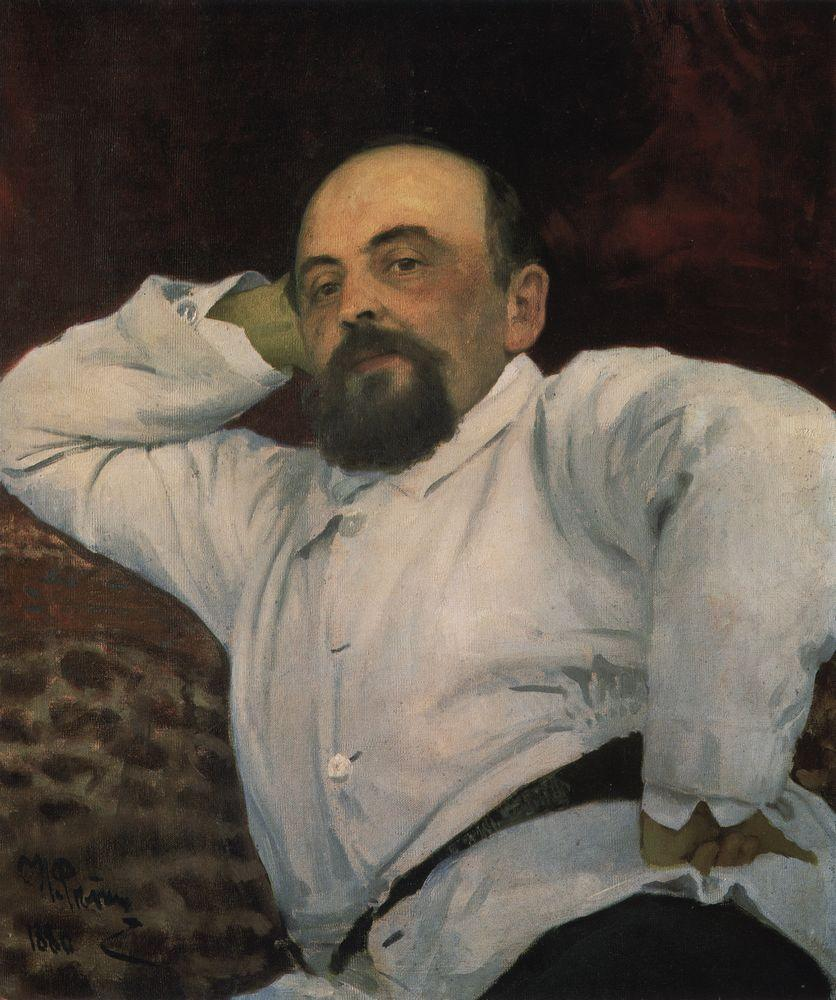
Ilja Repins Porträt von Sawwa Mamontow (1880)

Sawwa Iwanowitsch Mamontow (russisch Са́вва Ива́нович Ма́монтов, wiss. Transliteration Savva Ivanovič Mamontov; * 3. Oktoberjul. / 15. Oktober 1841greg. in Jalutorowsk; † 6. April 1918 in Moskau) war ein russischer Industrieller und Kunstmäzen des 19. Jahrhunderts, der vor allem durch den Eisenbahnbau Bekanntheit erlangte.

## Leben

### Junge Jahre und Studium
Sawwa Mamontow entstammte einer wohlhabenden Kaufmannsfamilie aus der westsibirischen Stadt Jalutorowsk, die Mitte des 19. Jahrhunderts zum Gouvernement Tobolsk gehörte. 1849 zog die Familie Mamontow nach Moskau, wo Sawwa aufs Gymnasium ging. Bereits in jungen Jahren interessierte er sich für bildende Kunst und wollte sie auch studieren. Auf Druck seines Vaters musste sich Sawwa Mamontow jedoch vorrangig dem Handel widmen. Nach dem Schulabschluss studierte er zeitweise Bergbau-Ingenieurwesen in Sankt Petersburg sowie Rechtswissenschaft an der Moskauer Lomonossow-Universität.
Da Sawwas Vater, Iwan Fjodorowitsch Mamontow, bereits seit Mitte des 19. Jahrhunderts in den Eisenbahnbau investierte, sollte dies später auch Sawwas Berufung werden. Da es im Russischen Zarenreich in den 1850er und 1860er Jahren noch äußerst wenige Eisenbahnlinien gab, bestand zu jener Zeit enormer Nachholbedarf in diesem Bereich. Zudem befanden sich bestehende Eisenbahnen noch nicht im Staatsbesitz. Gewöhnlich wurde der Bau einer Eisenbahnlinie durch private Kapitalgeber finanziert, in der Regel durch Gründung einer Aktiengesellschaft. Auch der Kaufmann Iwan Mamontow trat als Kapitalgeber beim Eisenbahnbau auf. Insbesondere war er einer der Initiatoren und Mitbegründer der Gesellschaft der Moskau-Jaroslawler Eisenbahn, deren Aufgabe es war, Moskau zunächst mit der Klosterstadt Sergijew Possad und anschließend mit der Wolgametropole Jaroslawl zu verbinden. Dies wurde denn auch in den Jahren 1862 bis 1870 realisiert. Heute ist diese Strecke ein Teil der Transsibirischen Eisenbahn.
Weil Sawwa Mamontow auch während des Studiums nur wenig Interesse für Jura zeigte, sich stattdessen aber immer mehr für Kunst begeistern ließ – so beteiligte er sich unter anderem an einer Amateur-Theatertruppe –, beschloss sein Vater schließlich, ihn nach Baku zu schicken, damit er dort in die Leitung eines den Mamontows gehörenden Seidenhandelsunternehmens eintrete. Sawwa brach daraufhin das Studium ab und ging nach Baku. Er zeigte gewisses unternehmerisches Talent und durfte ab Ende 1863 die Moskauer Filiale jener Firma führen. Das kulturelle Interesse blieb jedoch weiterhin bestehen: So ging Sawwa 1864 für einige Jahre nach Italien, wo er Malerei und Gesang zu studieren begann. Dort lernte er auch seine spätere Frau Jelisaweta Saposchnikowa kennen, ebenfalls eine Kaufmannstochter, die er 1865 heiratete.

### Das Mäzenatentum und der Eisenbahnbau
Nach der Rückkehr nach Russland lebte Sawwa Mamontow mit seiner Frau, die sich ebenfalls für Kunst begeisterte, in einem von seinem Vater gekauften Haus am Gartenring. Zu dieser Zeit begann er auch, junge Künstler aktiv zu fördern. Er empfing sie öfters in seinem Haus, was dieses zu einem kulturellen Zentrum machte. Allmählich bildete sich rund um Sawwa Mamontow und seine Frau ein Künstlerkreis, zu dem später berühmte Maler wie Ilja Repin, Walentin Serow oder Wiktor Wasnezow gehörten. 1870 erwarben die Mamontows schließlich das Landgut Abramzewo, 60 Kilometer nordöstlich von Moskau an der seinerzeit von Sawwas Vater mitfinanzierten Bahnstrecke nach Sergijew Possad gelegen, und stifteten dort eine Künstlerwerkstatt, die bis heute internationale Bekanntheit besitzt. Eine Besonderheit des damaligen Abramzewo stellt die Tatsache dar, dass Sawwa Mamontow auch liberal und gesellschaftskritisch gesinnte Künstler dorthin einlud, was maßgeblich zur Entwicklung von neuen Strömungen in der Kunst des damaligen Russlands beigetragen hat.
Nach dem Tod Iwan Mamontows im Jahre 1869 widmete sich Sawwa Mamontow wieder verstärkt dem Unternehmertum, ohne jedoch vom Kunstmäzenatentum zu lassen. Er betätigte sich in der von seinem Vater mitbegründeten Gesellschaft der Moskau-Jaroslawler Eisenbahn und übernahm 1872 den Posten des Direktors der Gesellschaft. Im Jahre 1875 beteiligte sich Mamontow an einer öffentlichen Ausschreibung für den Bau einer Eisenbahnlinie, die die Steinkohlevorkommen des sogenannten Donezbeckens (heute zur Ukraine gehörend) anbinden sollte. Schließlich erhielt er vom Staat die Konzession für den Bau und gründete die Aktiengesellschaft der Donezker Eisenbahn. Der Verkehr auf den insgesamt über 400 Kilometer langen Strecken konnte Ende 1878 aufgenommen werden; bis 1882 wurden noch weitere Strecken fertiggestellt. Das Projekt erwies sich als durchweg erfolgreich und brachte Sawwa Mamontow auf den Höhepunkt seiner Bekanntheit. Ein weiteres von Mamontow initiiertes Großprojekt zum Eisenbahnbau war in den 1890er Jahren die Verlängerung der bestehenden Strecke Moskau–Jaroslawl–Wologda weiter nach Norden bis in die Nordmeerhafenstadt Archangelsk.
Neben dem Bau von Eisenbahnen investierte Sawwa Mamontow Geldmittel auch in Industriebetriebe, vornehmlich solche, die mittelbar oder unmittelbar dem Eisenbahnbetrieb dienten. So beteiligte er sich maßgeblich an der 1897 erfolgten Gründung der Waggonbaufabrik in Mytischtschi bei Moskau, die unter dem Namen Metrowagonmasch bis heute besteht und der bekannteste russische Hersteller von U-Bahn-Zügen und Schienenbussen ist. Weiterhin gehörten mehrere Unternehmen aus dem Bereich des Eisenbergbaus und der Metallverarbeitung ganz oder teilweise Sawwa Mamontow.

### Letzte Jahre und Bankrott
Der wirtschaftliche Abstieg Mamontows als Unternehmer, bedingt durch mehrere Fehlinvestitionen, begann Anfang der 1890er Jahre. Damals wollte Mamontow eine neue Eisenbahnlinie von der Hauptstadt Sankt Petersburg nach Wjatka bauen. Da die über 2000 Kilometer lange Strecke sehr kostspielig war, ersuchte Mamontow beim damaligen Finanzminister Sergei Witte um finanzielle Beihilfen für den Bau. Witte lehnte dies jedoch mit Verweis auf fehlende Mittel ab und bot Mamontow stattdessen an, seine Gesellschaft der Donezker Eisenbahn aufzukaufen. Im Gegenzug sollte Mamontow allerdings eine staatliche Petersburger Newski-Werft übernehmen.

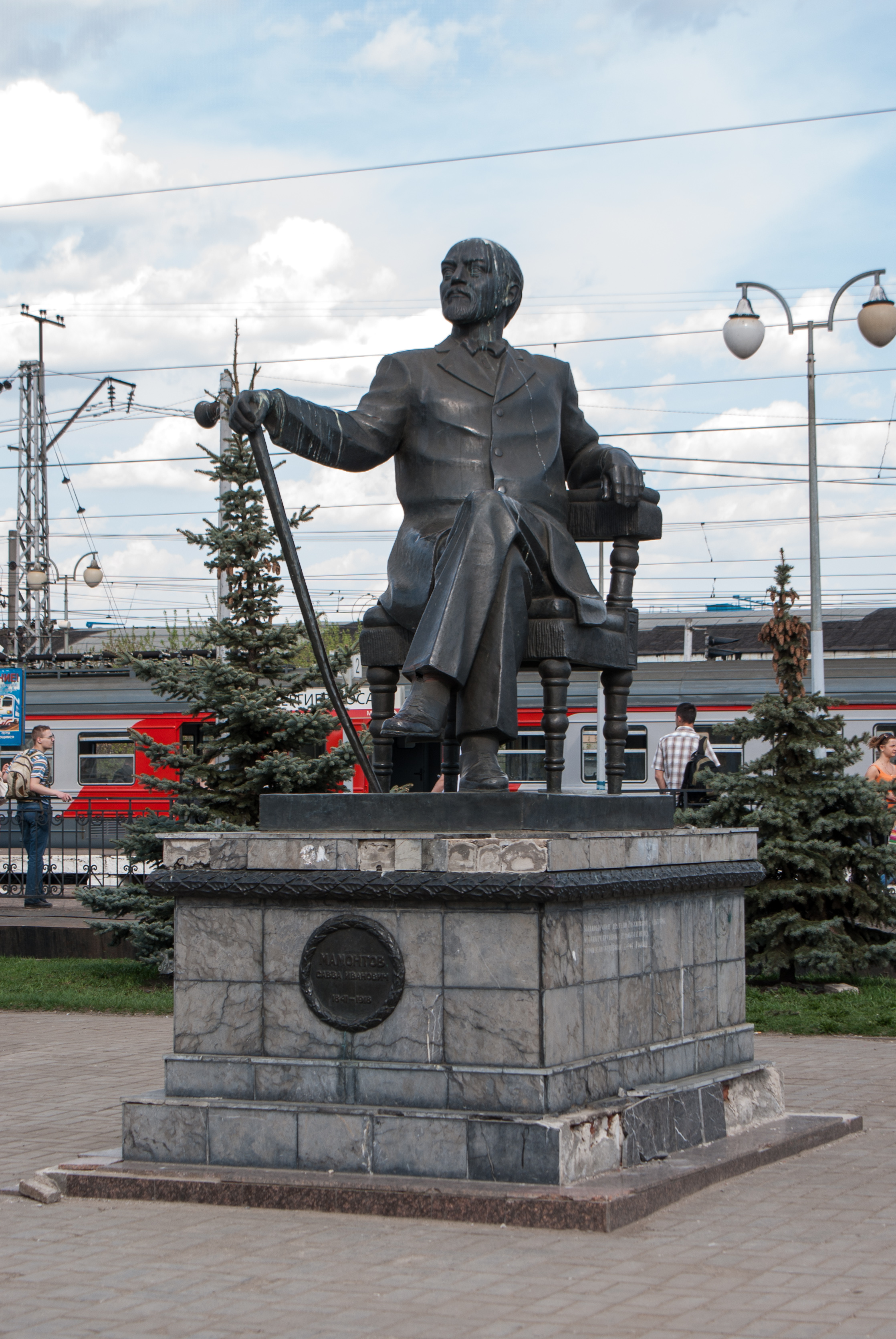
Denkmal auf dem Bahnhofsplatz in Sergijew Possad

Was Mamontow anfangs als wirtschaftlich lohnendes Geschäft betrachtete, entpuppte sich im Nachhinein als Fehlentscheidung: Der Staatsbetrieb, den Mamontow auf die Herstellung von Dampflokomotiven umrüsten wollte, war marode und erforderte weit mehr Investitionen als zunächst angenommen. Daraufhin verkaufte Mamontow ein großes Aktienpaket der Moskau-Jaroslawl-Archangelsker Eisenbahn und erwarb einen Metallurgiebetrieb im sibirischen Irkutsk, den er wiederum mit staatlichen Subventionen auf die Beine zu stellen hoffte, um das für den Lokomotivenbau benötigte Metall selbst aufbringen zu können. Doch auch hier gelang es letztendlich nicht, Mittel für die nötigen Investitionen zu beschaffen. Mamontow verschuldete sich durch Verpfändung seiner verbleibenden Aktienanteile und geriet 1899 schließlich in Zahlungsverzug. Beim Konkursverfahren wollte der Staat zudem illegale Machenschaften bei der Verwaltung der Moskau-Jaroslawl-Archangelsker Eisenbahn aufgedeckt haben, woraufhin Mamontow verhaftet wurde. Auch wenn er einige Monate später mangels Beweise freigesprochen wurde und auf freien Fuß kam, verlor er einen Großteil seiner Besitztümer, die nun zur Schuldentilgung gepfändet wurden. Die Moskau-Jaroslawl-Archangelsker Eisenbahngesellschaft samt Infrastruktur ging in den Staatsbesitz über.
Durch diese Affäre verlor Mamontow nicht nur sein Kapital, sondern auch die vormals einwandfreie Reputation als Unternehmer, wodurch es ihm nicht mehr möglich war, sich wirtschaftlich zu betätigen. Mamontows Begeisterung für Kunst blieb allerdings bis zu seinem Tod bestehen, und er förderte die Künstler des Abramzewoer Kreises nach Möglichkeit weiter. Die letzten Jahre seines Lebens war Mamontow in einem bescheidenen Haus in der Nähe des heutigen Sawjolowoer Bahnhofs sowie in Abramzewo, das weiterhin seiner Frau gehörte, wohnhaft. Dort wurde er auch beigesetzt, nachdem er 1918 nach längerer Krankheit in seinem Moskauer Haus verstorben war.
Im gleichen Jahr, wenige Monate nach Mamontows Tod, wurde das Landgut Abramzewo von den neuen kommunistischen Machthabern nationalisiert und zu einem bis heute bestehenden Museum umfunktioniert, das anfangs von Mamontows jüngster Tochter Alexandra geleitet wurde.
Der Asteroid (7381) Mamontov ist nach ihm benannt.